# サテライト賞 作品賞
サテライト賞 作品賞（Satellite Award for Motion Picture）は、サテライト賞の賞の一つ。創設時はドラマ部門、コメディ・ミュージカル部門に分かれていたが、2011年にドラマ映画とコメディ映画の賞が統合されたことに伴い、年間1作品のみの受賞に変更された。その後、2016年と2017年はメジャー部門とインディペンデント部門の2作品が受賞作品に選ばれ、2018年からは再びドラマ部門、コメディ・ミュージカル部門に分かれて受賞作品を選出するようになった。また、2018年のみインディペンデント映画を対象としたインディペンデント映画賞が存在した。

## 受賞結果

### 作品賞

#### 1990年代
| 年     | ドラマ部門                          | ドラマ部門                     | コメディ・ミュージカル部門                  | コメディ・ミュージカル部門 | 出典  |
| 年     | 作品                                | 監督                           | 作品                                        | 監督                       | 出典  |
| ------ | ----------------------------------- | ------------------------------ | ------------------------------------------- | -------------------------- | ----- |
| 1996年 | ファーゴ                            | ジョエル・コーエン             | エビータ                                    | アラン・パーカー           | [ 1 ] |
| 1996年 | イングリッシュ・ペイシェント        | アンソニー・ミンゲラ           | Cold Comfort Farm                           | ジョン・シュレシンジャー   | [ 1 ] |
| 1996年 | 真実の囁き                          | ジョン・セイルズ               | 世界中がアイ・ラヴ・ユー                    | ウディ・アレン             | [ 1 ] |
| 1996年 | 秘密と嘘                            | マイク・リー                   | アメリカの災難                              | デヴィッド・O・ラッセル    | [ 1 ] |
| 1996年 | シャイン                            | スコット・ヒックス             | スウィンガーズ                              | ダグ・リーマン             | [ 1 ] |
| 1996年 | トレインスポッティング              | ダニー・ボイル                 |                                             |                            | [ 1 ] |
| 1997年 | タイタニック                        | ジェームズ・キャメロン         | 恋愛小説家                                  | ジェームズ・L・ブルックス  | [ 2 ] |
| 1997年 | アミスタッド                        | スティーヴン・スピルバーグ     | 地球は女で回ってる                          | ウディ・アレン             | [ 2 ] |
| 1997年 | ブギーナイツ                        | ポール・トーマス・アンダーソン | フル・モンティ                              | ピーター・カッタネオ       | [ 2 ] |
| 1997年 | グッド・ウィル・ハンティング/旅立ち | ガス・ヴァン・サント           | イン&アウト                                 | フランク・オズ             | [ 2 ] |
| 1997年 | L.A.コンフィデンシャル              | カーティス・ハンソン           | ベスト・フレンズ・ウェディング              | P・J・ホーガン             | [ 2 ] |
| 1998年 | シン・レッド・ライン                | テレンス・マリック             | 恋におちたシェイクスピア                    | ジョン・マッデン           | [ 3 ] |
| 1998年 | エリザベス                          | シェーカル・カプール           | リトル・ヴォイス                            | マーク・ハーマン           | [ 3 ] |
| 1998年 | ジェネラル 天国は血の匂い           | ジョン・ブアマン               | カラー・オブ・ハート                        | ゲイリー・ロス             | [ 3 ] |
| 1998年 | ゴッド・アンド・モンスター          | ビル・コンドン                 | ウェイクアップ!ネッド                       | カーク・ジョーンズ         | [ 3 ] |
| 1998年 | プライベート・ライアン              | スティーヴン・スピルバーグ     | ユー・ガット・メール                        | ノーラ・エフロン           | [ 3 ] |
| 1999年 | インサイダー                        | マイケル・マン                 | マルコヴィッチの穴                          | スパイク・ジョーンズ       | [ 4 ] |
| 1999年 | アメリカン・ビューティー            | サム・メンデス                 | ビッグムービー                              | フランク・オズ             | [ 4 ] |
| 1999年 | ボーイズ・ドント・クライ            | キンバリー・ピアース           | キルスティン・ダンストの大統領に気をつけろ! | アンドリュー・フレミング   | [ 4 ] |
| 1999年 | マグノリア                          | ポール・トーマス・アンダーソン | ハイスクール白書 優等生ギャルに気をつけろ!  | アレクサンダー・ペイン     | [ 4 ] |
| 1999年 | ヒマラヤ杉に降る雪                  | スコット・ヒックス             | 理想の結婚                                  | オリヴァー・パーカー       | [ 4 ] |
| 1999年 | リプリー                            | アンソニー・ミンゲラ           | ノッティングヒルの恋人                      | ロジャー・ミッシェル       | [ 4 ] |

#### 2000年代
| 年     | ドラマ部門                                  | ドラマ部門                               | コメディ・ミュージカル部門                    | コメディ・ミュージカル部門                          | 出典   |
| 年     | 作品                                        | 監督                                     | 作品                                          | 監督                                                | 出典   |
| ------ | ------------------------------------------- | ---------------------------------------- | --------------------------------------------- | --------------------------------------------------- | ------ |
| 2000年 | トラフィック                                | スティーヴン・ソダーバーグ               | ベティ・サイズモア                            | ニール・ラビュート                                  | [ 5 ]  |
| 2000年 | リトル・ダンサー                            | スティーブン・ダルドリー                 | あの頃ペニー・レインと                        | キャメロン・クロウ                                  | [ 5 ]  |
| 2000年 | ダンサー・イン・ザ・ダーク                  | ラース・フォン・トリアー                 | Best in Show                                  | クリストファー・ゲスト                              | [ 5 ]  |
| 2000年 | エリン・ブロコビッチ                        | スティーヴン・ソダーバーグ               | オー・ブラザー!                               | ジョエル・コーエン                                  | [ 5 ]  |
| 2000年 | グラディエーター                            | リドリー・スコット                       | State and Main                                | デヴィッド・マメット                                | [ 5 ]  |
| 2000年 | クイルズ                                    | フィリップ・カウフマン                   | ワンダー・ボーイズ                            | カーティス・ハンソン                                | [ 5 ]  |
| 2001年 | イン・ザ・ベッドルーム                      | トッド・フィールド                       | ムーラン・ルージュ                            | バズ・ラーマン                                      | [ 6 ]  |
| 2001年 | ディープ・エンド                            | スコット・マクギー、デヴィッド・シーゲル | ブリジット・ジョーンズの日記                  | シャロン・マグワイア                                | [ 6 ]  |
| 2001年 | メメント                                    | クリストファー・ノーラン                 | ゴスフォード・パーク                          | ロバート・アルトマン                                | [ 6 ]  |
| 2001年 | アザーズ                                    | アレハンドロ・アメナーバル               | ヘドウィグ・アンド・アングリーインチ          | ジョン・キャメロン・ミッチェル                      | [ 6 ]  |
| 2001年 | セクシー・ビースト                          | ジョナサン・グレイザー                   | ザ・ロイヤル・テネンバウムズ                  | ウェス・アンダーソン                                | [ 6 ]  |
| 2002年 | エデンより彼方に                            | トッド・ヘインズ                         | マイ・ビッグ・ファット・ウェディング          | ジョエル・ズウィック                                | [ 7 ]  |
| 2002年 | アントワン・フィッシャー きみの帰る場所     | デンゼル・ワシントン                     | アバウト・ア・ボーイ                          | クリス・ワイツ、ポール・ワイツ                      | [ 7 ]  |
| 2002年 | めぐりあう時間たち                          | スティーブン・ダルドリー                 | アダプテーション                              | スパイク・ジョーンズ                                | [ 7 ]  |
| 2002年 | ロード・オブ・ザ・リング/二つの塔           | ピーター・ジャクソン                     | 17歳の処方箋                                  | バー・スティアーズ                                  | [ 7 ]  |
| 2002年 | 愛の落日                                    | フィリップ・ノイス                       | パンチドランク・ラブ                          | ポール・トーマス・アンダーソン                      | [ 7 ]  |
| 2002年 | ロード・トゥ・パーディション                | サム・メンデス                           |                                               |                                                     | [ 7 ]  |
| 2003年 | イン・アメリカ/三つの小さな願いごと         | ジム・シェリダン                         | ロスト・イン・トランスレーション              | ソフィア・コッポラ                                  | [ 8 ]  |
| 2003年 | ラスト サムライ                             | エドワード・ズウィック                   | アメリカン・スプレンダー                      | シャリ・スプリンガー・バーマン&ロバート・プルチーニ | [ 8 ]  |
| 2003年 | ロード・オブ・ザ・リング/王の帰還           | ピーター・ジャクソン                     | バッドサンタ                                  | テリー・ツワイゴフ                                  | [ 8 ]  |
| 2003年 | マスター・アンド・コマンダー                | ピーター・ウィアー                       | ベッカムに恋して                              | グリンダ・チャーダ                                  | [ 8 ]  |
| 2003年 | ミスティック・リバー                        | クリント・イーストウッド                 | みんなのうた                                  | クリストファー・ゲスト                              | [ 8 ]  |
| 2003年 | サーティーン あの頃欲しかった愛のこと       | キャサリン・ハードウィック               | パイレーツ・オブ・カリビアン/呪われた海賊たち | ゴア・ヴァービンスキー                              | [ 8 ]  |
| 2003年 | クジラの島の少女                            | ニキ・カーロ                             |                                               |                                                     | [ 8 ]  |
| 2004年 | ホテル・ルワンダ                            | テリー・ジョージ                         | サイドウェイ                                  | アレクサンダー・ペイン                              | [ 9 ]  |
| 2004年 | アビエイター                                | マーティン・スコセッシ                   | ライフ・アクアティック                        | ウェス・アンダーソン                                | [ 9 ]  |
| 2004年 | キル・ビル Vol.2                            | クエンティン・タランティーノ             | ヴェニスの商人                                | マイケル・ラドフォード                              | [ 9 ]  |
| 2004年 | 愛についてのキンゼイ・レポート              | ビル・コンドン                           | ナポレオン・ダイナマイト                      | ジャレッド・ヘス                                    | [ 9 ]  |
| 2004年 | そして、ひと粒のひかり                      | ジョシュア・マーストン                   | オペラ座の怪人                                | ジョエル・シュマッカー                              | [ 9 ]  |
| 2004年 | ヴェラ・ドレイク                            | マイク・リー                             | Ray/レイ                                      | テイラー・ハックフォード                            | [ 9 ]  |
| 2005年 | ブロークバック・マウンテン                  | アン・リー                               | ウォーク・ザ・ライン/君につづく道             | ジェームズ・マンゴールド                            | [ 10 ] |
| 2005年 | ヒストリー・オブ・バイオレンス              | デヴィッド・クローネンバーグ             | ハッピー・エンディング                        | ドン・ルース                                        | [ 10 ] |
| 2005年 | カポーティ                                  | ベネット・ミラー                         | ハッスル&フロウ                               | クレイグ・ブリュワー                                | [ 10 ] |
| 2005年 | シンデレラマン                              | ロン・ハワード                           | カンフーハッスル                              | チャウ・シンチー                                    | [ 10 ] |
| 2005年 | SAYURI                                      | ロブ・マーシャル                         | レント                                        | クリス・コロンバス                                  | [ 10 ] |
| 2005年 | The War Within                              | ジョゼフ・カステロ                       | Shopgirl/恋の商品価値                         | アナンド・タッカー                                  | [ 10 ] |
| 2006年 | ディパーテッド                              | マーティン・スコセッシ                   | ドリームガールズ                              | ビル・コンドン                                      | [ 11 ] |
| 2006年 | バベル                                      | アレハンドロ・ゴンサレス・イニャリトゥ   | プラダを着た悪魔                              | デヴィッド・フランケル                              | [ 11 ] |
| 2006年 | 父親たちの星条旗                            | クリント・イーストウッド                 | リトル・ミス・サンシャイン                    | ジョナサン・デイトン&ヴァレリー・ファリス           | [ 11 ] |
| 2006年 | ハーフネルソン                              | ライアン・フレック                       | 主人公は僕だった                              | マーク・フォースター                                | [ 11 ] |
| 2006年 | ラストキング・オブ・スコットランド          | ケヴィン・マクドナルド                   | サンキュー・スモーキング                      | ジェイソン・ライトマン                              | [ 11 ] |
| 2006年 | リトル・チルドレン                          | トッド・フィールド                       | ヴィーナス                                    | ロジャー・ミッシェル                                | [ 11 ] |
| 2006年 | クィーン                                    | スティーヴン・フリアーズ                 |                                               |                                                     | [ 11 ] |
| 2007年 | ノーカントリー                              | ジョエル・コーエン&イーサン・コーエン    | JUNO/ジュノ                                   | ジェイソン・ライトマン                              | [ 12 ] |
| 2007年 | 3時10分、決断のとき                         | ジェームズ・マンゴールド                 | ヘアスプレー                                  | アダム・シャンクマン                                | [ 12 ] |
| 2007年 | アウェイ・フロム・ハー君を想う              | サラ・ポーリー                           | 無ケーカクの命中男/ノックトアップ             | ジャド・アパトー                                    | [ 12 ] |
| 2007年 | その土曜日、7時58分                         | シドニー・ルメット                       | ラースと、その彼女                            | クレイグ・ギレスピー                                | [ 12 ] |
| 2007年 | イースタン・プロミス                        | デヴィッド・クローネンバーグ             | マーゴット・ウェディング                      | ノア・バームバック                                  | [ 12 ] |
| 2007年 | ルックアウト/見張り                         | スコット・フランク                       | シューテム・アップ                            | マイケル・デイヴィス                                | [ 12 ] |
| 2008年 | スラムドッグ$ミリオネア                     | ダニー・ボイル                           | ハッピー・ゴー・ラッキー                      | マイク・リー                                        | [ 13 ] |
| 2008年 | フロスト×ニクソン                           | ロン・ハワード                           | セックス・クラブ                              | クラーク・グレッグ                                  | [ 13 ] |
| 2008年 | フローズン・リバー                          | コートニー・ハント                       | ヒットマンズ・レクイエム                      | マーティン・マクドナー                              | [ 13 ] |
| 2008年 | ミルク                                      | ガス・ヴァン・サント                     | キミに逢えたら!                               | ピーター・ソレット                                  | [ 13 ] |
| 2008年 | 愛を読むひと                                | スティーブン・ダルドリー                 | トロピック・サンダー/史上最低の作戦           | ベン・スティラー                                    | [ 13 ] |
| 2008年 | レボリューショナリー・ロード/燃え尽きるまで | サム・メンデス                           | それでも恋するバルセロナ                      | ウディ・アレン                                      | [ 13 ] |
| 2009年 | ハート・ロッカー                            | キャスリン・ビグロー                     | NINE                                          | ロブ・マーシャル                                    | [ 14 ] |
| 2009年 | ブライト・スター いちばん美しい恋の詩       | ジェーン・カンピオン                     | インフォーマント!                             | スティーヴン・ソダーバーグ                          | [ 14 ] |
| 2009年 | 17歳の肖像                                  | ロネ・シェルフィグ                       | 恋するベーカリー                              | ナンシー・マイヤーズ                                | [ 14 ] |
| 2009年 | メッセンジャー                              | オーレン・ムーヴァーマン                 | ジュリー&ジュリア                             | ノーラ・エフロン                                    | [ 14 ] |
| 2009年 | プレシャス                                  | リー・ダニエルズ                         | シリアスマン                                  | ジョエル・コーエン&イーサン・コーエン               | [ 14 ] |
| 2009年 | ソラヤ・Mへの投石                           | サイラス・ナウレステ                     | マイレージ、マイライフ                        | ジェイソン・ライトマン                              | [ 14 ] |

#### 2010年代
| 年     | ドラマ部門                                               | ドラマ部門                                               | コメディ・ミュージカル部門                   | コメディ・ミュージカル部門             | 出典          |
| 年     | 作品                                                     | 監督                                                     | 作品                                         | 監督                                   | 出典          |
| ------ | -------------------------------------------------------- | -------------------------------------------------------- | -------------------------------------------- | -------------------------------------- | ------------- |
| 2010年 | ソーシャル・ネットワーク                                 | デヴィッド・フィンチャー                                 | スコット・ピルグリム VS. 邪悪な元カレ軍団    | エドガー・ライト                       | [ 15 ] [ 16 ] |
| 2010年 | 127時間                                                  | ダニー・ボイル                                           | 僕の大切な人と、そのクソガキ                 | ジェイ・デュプラス                     | [ 15 ] [ 16 ] |
| 2010年 | アニマル・キングダム                                     | デヴィッド・ミショッド                                   | キッズ・オールライト                         | リサ・チョロデンコ                     | [ 15 ] [ 16 ] |
| 2010年 | ブルーバレンタイン                                       | デレク・シアンフランス                                   | ファクトリー・ウーマン                       | ナイジェル・コール                     | [ 15 ] [ 16 ] |
| 2010年 | Get Low                                                  | アーロン・シュナイダー                                   | アザー・ガイズ 俺たち踊るハイパー刑事!       | アダム・マッケイ                       | [ 15 ] [ 16 ] |
| 2010年 | ゴーストライター                                         | ロマン・ポランスキー                                     | 善意の向こう側                               | ニコール・ホロフセナー                 | [ 15 ] [ 16 ] |
| 2010年 | インセプション                                           | クリストファー・ノーラン                                 | RED/レッド                                   | ロベルト・シュヴェンケ                 | [ 15 ] [ 16 ] |
| 2010年 | 英国王のスピーチ                                         | トム・フーパー                                           |                                              |                                        | [ 15 ] [ 16 ] |
| 2010年 | ザ・タウン                                               | ベン・アフレック                                         |                                              |                                        | [ 15 ] [ 16 ] |
| 2010年 | ウィンターズ・ボーン                                     | デブラ・グラニック                                       |                                              |                                        | [ 15 ] [ 16 ] |
| 作品賞 |                                                          |                                                          |                                              |                                        |               |
| 年     | 作品                                                     | 作品                                                     | 監督                                         | 監督                                   | 出典          |
| 2011年 | ファミリー・ツリー                                       | ファミリー・ツリー                                       | アレクサンダー・ペイン                       | アレクサンダー・ペイン                 | [ 17 ]        |
| 2011年 | アーティスト                                             | アーティスト                                             | ミシェル・アザナヴィシウス                   | ミシェル・アザナヴィシウス             | [ 17 ]        |
| 2011年 | ドライヴ                                                 | ドライヴ                                                 | ニコラス・ウィンディング・レフン             | ニコラス・ウィンディング・レフン       | [ 17 ]        |
| 2011年 | ヘルプ 〜心がつなぐストーリー〜                          | ヘルプ 〜心がつなぐストーリー〜                          | テイト・テイラー                             | テイト・テイラー                       | [ 17 ]        |
| 2011年 | ヒューゴの不思議な発明                                   | ヒューゴの不思議な発明                                   | マーティン・スコセッシ                       | マーティン・スコセッシ                 | [ 17 ]        |
| 2011年 | ミッドナイト・イン・パリ                                 | ミッドナイト・イン・パリ                                 | ウディ・アレン                               | ウディ・アレン                         | [ 17 ]        |
| 2011年 | マネーボール                                             | マネーボール                                             | ベネット・ミラー                             | ベネット・ミラー                       | [ 17 ]        |
| 2011年 | SHAME -シェイム-                                         | SHAME -シェイム-                                         | スティーヴ・マックイーン                     | スティーヴ・マックイーン               | [ 17 ]        |
| 2011年 | 裏切りのサーカス                                         | 裏切りのサーカス                                         | トーマス・アルフレッドソン                   | トーマス・アルフレッドソン             | [ 17 ]        |
| 2011年 | 戦火の馬                                                 | 戦火の馬                                                 | スティーヴン・スピルバーグ                   | スティーヴン・スピルバーグ             | [ 17 ]        |
| 2012年 | 世界にひとつのプレイブック                               | 世界にひとつのプレイブック                               | デヴィッド・O・ラッセル                      | デヴィッド・O・ラッセル                | [ 18 ]        |
| 2012年 | アルゴ                                                   | アルゴ                                                   | ベン・アフレック                             | ベン・アフレック                       | [ 18 ]        |
| 2012年 | ハッシュパピー 〜バスタブ島の少女〜                      | ハッシュパピー 〜バスタブ島の少女〜                      | ベン・ザイトリン                             | ベン・ザイトリン                       | [ 18 ]        |
| 2012年 | レ・ミゼラブル                                           | レ・ミゼラブル                                           | トム・フーパー                               | トム・フーパー                         | [ 18 ]        |
| 2012年 | ライフ・オブ・パイ/トラと漂流した227日                   | ライフ・オブ・パイ/トラと漂流した227日                   | アン・リー                                   | アン・リー                             | [ 18 ]        |
| 2012年 | リンカーン                                               | リンカーン                                               | スティーヴン・スピルバーグ                   | スティーヴン・スピルバーグ             | [ 18 ]        |
| 2012年 | ムーンライズ・キングダム                                 | ムーンライズ・キングダム                                 | ウェス・アンダーソン                         | ウェス・アンダーソン                   | [ 18 ]        |
| 2012年 | 007 スカイフォール                                       | 007 スカイフォール                                       | サム・メンデス                               | サム・メンデス                         | [ 18 ]        |
| 2012年 | ゼロ・ダーク・サーティ                                   | ゼロ・ダーク・サーティ                                   | キャスリン・ビグロー                         | キャスリン・ビグロー                   | [ 18 ]        |
| 2013年 | それでも夜は明ける                                       | それでも夜は明ける                                       | スティーヴ・マックイーン                     | スティーヴ・マックイーン               | [ 19 ]        |
| 2013年 | オール・イズ・ロスト 〜最後の手紙〜                      | オール・イズ・ロスト 〜最後の手紙〜                      | J・C・チャンダー                             | J・C・チャンダー                       | [ 19 ]        |
| 2013年 | アメリカン・ハッスル                                     | アメリカン・ハッスル                                     | デヴィッド・O・ラッセル                      | デヴィッド・O・ラッセル                | [ 19 ]        |
| 2013年 | ブルージャスミン                                         | ブルージャスミン                                         | ウディ・アレン                               | ウディ・アレン                         | [ 19 ]        |
| 2013年 | キャプテン・フィリップス                                 | キャプテン・フィリップス                                 | ポール・グリーングラス                       | ポール・グリーングラス                 | [ 19 ]        |
| 2013年 | ゼロ・グラビティ                                         | ゼロ・グラビティ                                         | アルフォンソ・キュアロン                     | アルフォンソ・キュアロン               | [ 19 ]        |
| 2013年 | インサイド・ルーウィン・デイヴィス 名もなき男の歌        | インサイド・ルーウィン・デイヴィス 名もなき男の歌        | ジョエル・コーエン&イーサン・コーエン        | ジョエル・コーエン&イーサン・コーエン  | [ 19 ]        |
| 2013年 | あなたを抱きしめる日まで                                 | あなたを抱きしめる日まで                                 | スティーヴン・フリアーズ                     | スティーヴン・フリアーズ               | [ 19 ]        |
| 2013年 | ウォルト・ディズニーの約束                               | ウォルト・ディズニーの約束                               | ジョン・リー・ハンコック                     | ジョン・リー・ハンコック               | [ 19 ]        |
| 2013年 | ウルフ・オブ・ウォールストリート                         | ウルフ・オブ・ウォールストリート                         | マーティン・スコセッシ                       | マーティン・スコセッシ                 | [ 19 ]        |
| 2014年 | バードマン あるいは（無知がもたらす予期せぬ奇跡）        | バードマン あるいは（無知がもたらす予期せぬ奇跡）        | アレハンドロ・ゴンサレス・イニャリトゥ       | アレハンドロ・ゴンサレス・イニャリトゥ | [ 20 ]        |
| 2014年 | 6才のボクが、大人になるまで。                            | 6才のボクが、大人になるまで。                            | リチャード・リンクレイター                   | リチャード・リンクレイター             | [ 20 ]        |
| 2014年 | ゴーン・ガール                                           | ゴーン・ガール                                           | デヴィッド・フィンチャー                     | デヴィッド・フィンチャー               | [ 20 ]        |
| 2014年 | グランド・ブダペスト・ホテル                             | グランド・ブダペスト・ホテル                             | ウェス・アンダーソン                         | ウェス・アンダーソン                   | [ 20 ]        |
| 2014年 | イミテーション・ゲーム/エニグマと天才数学者の秘密        | イミテーション・ゲーム/エニグマと天才数学者の秘密        | モルテン・ティルドゥム                       | モルテン・ティルドゥム                 | [ 20 ]        |
| 2014年 | 人生は小説よりも奇なり                                   | 人生は小説よりも奇なり                                   | アイラ・サックス                             | アイラ・サックス                       | [ 20 ]        |
| 2014年 | ターナー、光に愛を求めて                                 | ターナー、光に愛を求めて                                 | マイク・リー                                 | マイク・リー                           | [ 20 ]        |
| 2014年 | グローリー/明日への行進                                  | グローリー/明日への行進                                  | エイヴァ・デュヴァーネイ                     | エイヴァ・デュヴァーネイ               | [ 20 ]        |
| 2014年 | 博士と彼女のセオリー                                     | 博士と彼女のセオリー                                     | ジェームズ・マーシュ                         | ジェームズ・マーシュ                   | [ 20 ]        |
| 2014年 | セッション                                               | セッション                                               | デイミアン・チャゼル                         | デイミアン・チャゼル                   | [ 20 ]        |
| 2015年 | スポットライト 世紀のスクープ                            | スポットライト 世紀のスクープ                            | トム・マッカーシー                           | トム・マッカーシー                     | [ 21 ]        |
| 2015年 | マネー・ショート 華麗なる大逆転                          | マネー・ショート 華麗なる大逆転                          | アダム・マッケイ                             | アダム・マッケイ                       | [ 21 ]        |
| 2015年 | ブラック・スキャンダル                                   | ブラック・スキャンダル                                   | スコット・クーパー                           | スコット・クーパー                     | [ 21 ]        |
| 2015年 | ブリッジ・オブ・スパイ                                   | ブリッジ・オブ・スパイ                                   | スティーヴン・スピルバーグ                   | スティーヴン・スピルバーグ             | [ 21 ]        |
| 2015年 | ブルックリン                                             | ブルックリン                                             | ジョン・クローリー                           | ジョン・クローリー                     | [ 21 ]        |
| 2015年 | キャロル                                                 | キャロル                                                 | トッド・ヘインズ                             | トッド・ヘインズ                       | [ 21 ]        |
| 2015年 | オデッセイ                                               | オデッセイ                                               | リドリー・スコット                           | リドリー・スコット                     | [ 21 ]        |
| 2015年 | レヴェナント: 蘇えりし者                                 | レヴェナント: 蘇えりし者                                 | アレハンドロ・ゴンサレス・イニャリトゥ       | アレハンドロ・ゴンサレス・イニャリトゥ | [ 21 ]        |
| 2015年 | ルーム                                                   | ルーム                                                   | レニー・エイブラハムソン                     | レニー・エイブラハムソン               | [ 21 ]        |
| 2015年 | ボーダーライン                                           | ボーダーライン                                           | ドゥニ・ヴィルヌーヴ                         | ドゥニ・ヴィルヌーヴ                   | [ 21 ]        |
| 2016年 | ラ・ラ・ランド（メジャー部門）                           | ラ・ラ・ランド（メジャー部門）                           | デイミアン・チャゼル                         | デイミアン・チャゼル                   | [ 22 ] [ 23 ] |
| 2016年 | マンチェスター・バイ・ザ・シー（インディペンデント部門） | マンチェスター・バイ・ザ・シー（インディペンデント部門） | ケネス・ロナーガン                           | ケネス・ロナーガン                     | [ 22 ] [ 23 ] |
| 2016年 | はじまりへの旅                                           | はじまりへの旅                                           | マット・ロス                                 | マット・ロス                           | [ 22 ] [ 23 ] |
| 2016年 | フェンス                                                 | フェンス                                                 | デンゼル・ワシントン                         | デンゼル・ワシントン                   | [ 22 ] [ 23 ] |
| 2016年 | ハクソー・リッジ                                         | ハクソー・リッジ                                         | メル・ギブソン                               | メル・ギブソン                         | [ 22 ] [ 23 ] |
| 2016年 | 最後の追跡                                               | 最後の追跡                                               | デヴィッド・マッケンジー                     | デヴィッド・マッケンジー               | [ 22 ] [ 23 ] |
| 2016年 | ドリーム                                                 | ドリーム                                                 | セオドア・メルフィ                           | セオドア・メルフィ                     | [ 22 ] [ 23 ] |
| 2016年 | ジャッキー/ファーストレディ 最後の使命                   | ジャッキー/ファーストレディ 最後の使命                   | パブロ・ラライン                             | パブロ・ラライン                       | [ 22 ] [ 23 ] |
| 2016年 | LION/ライオン 〜25年目のただいま〜                       | LION/ライオン 〜25年目のただいま〜                       | ガース・デイヴィス                           | ガース・デイヴィス                     | [ 22 ] [ 23 ] |
| 2016年 | ラビング 愛という名前のふたり                            | ラビング 愛という名前のふたり                            | ジェフ・ニコルズ                             | ジェフ・ニコルズ                       | [ 22 ] [ 23 ] |
| 2016年 | ムーンライト                                             | ムーンライト                                             | バリー・ジェンキンス                         | バリー・ジェンキンス                   | [ 22 ] [ 23 ] |
| 2016年 | ノクターナル・アニマルズ                                 | ノクターナル・アニマルズ                                 | トム・フォード                               | トム・フォード                         | [ 22 ] [ 23 ] |
| 2017年 | スリー・ビルボード（メジャー部門）                       | スリー・ビルボード（メジャー部門）                       | マーティン・マクドナー                       | マーティン・マクドナー                 | [ 24 ] [ 25 ] |
| 2017年 | ゴッズ・オウン・カントリー（インディペンデント部門）     | ゴッズ・オウン・カントリー（インディペンデント部門）     | フランシス・リー                             | フランシス・リー                       | [ 24 ] [ 25 ] |
| 2017年 | ビッグ・シック ぼくたちの大いなる目ざめ                  | ビッグ・シック ぼくたちの大いなる目ざめ                  | マイケル・ショウォルター                     | マイケル・ショウォルター               | [ 24 ] [ 25 ] |
| 2017年 | 君の名前で僕を呼んで                                     | 君の名前で僕を呼んで                                     | ルカ・グァダニーノ                           | ルカ・グァダニーノ                     | [ 24 ] [ 25 ] |
| 2017年 | ダンケルク                                               | ダンケルク                                               | クリストファー・ノーラン                     | クリストファー・ノーラン               | [ 24 ] [ 25 ] |
| 2017年 | ゲット・アウト                                           | ゲット・アウト                                           | ジョーダン・ピール                           | ジョーダン・ピール                     | [ 24 ] [ 25 ] |
| 2017年 | アイ,トーニャ 史上最大のスキャンダル                     | アイ,トーニャ 史上最大のスキャンダル                     | クレイグ・ギレスピー                         | クレイグ・ギレスピー                   | [ 24 ] [ 25 ] |
| 2017年 | レディ・バード                                           | レディ・バード                                           | グレタ・ガーウィグ                           | グレタ・ガーウィグ                     | [ 24 ] [ 25 ] |
| 2017年 | マッドバウンド 哀しき友情                                | マッドバウンド 哀しき友情                                | ディー・リース                               | ディー・リース                         | [ 24 ] [ 25 ] |
| 2017年 | シェイプ・オブ・ウォーター                               | シェイプ・オブ・ウォーター                               | ギレルモ・デル・トロ                         | ギレルモ・デル・トロ                   | [ 24 ] [ 25 ] |
| 年     | ドラマ部門                                               | ドラマ部門                                               | コメディ・ミュージカル部門                   | コメディ・ミュージカル部門             | 出典          |
| 年     | 作品                                                     | 監督                                                     | 作品                                         | 監督                                   | 出典          |
| 2018年 | ビール・ストリートの恋人たち                             | バリー・ジェンキンス                                     | アリー/ スター誕生                           | ブラッドリー・クーパー                 | [ 26 ]        |
| 2018年 | ブラックパンサー                                         | ライアン・クーグラー                                     | クレイジー・リッチ!                          | ジョン・M・チュウ                      | [ 26 ]        |
| 2018年 | ファースト・マン                                         | デイミアン・チャゼル                                     | 女王陛下のお気に入り                         | ヨルゴス・ランティモス                 | [ 26 ]        |
| 2018年 | ヘレディタリー/継承                                      | アリ・アスター                                           | グリーンブック                               | ピーター・ファレリー                   | [ 26 ]        |
| 2018年 | ふたりの女王 メアリーとエリザベス                        | ジョージー・ルーク                                       | メリー・ポピンズ リターンズ                  | ロブ・マーシャル                       | [ 26 ]        |
| 2018年 | ロスト・マネー 偽りの報酬                                | スティーヴ・マックイーン                                 | Nico, 1988                                   | スザンナ・ニッキャレッリ               | [ 26 ]        |
| 2019年 | フォードvsフェラーリ                                     | ジェームズ・マンゴールド                                 | ワンス・アポン・ア・タイム・イン・ハリウッド | クエンティン・タランティーノ           | [ 27 ] [ 28 ] |
| 2019年 | 1917 命をかけた伝令                                      | サム・メンデス                                           | フェアウェル                                 | ルル・ワン                             | [ 27 ] [ 28 ] |
| 2019年 | スキャンダル                                             | ジェイ・ローチ                                           | ハスラーズ                                   | ローリーン・スカファリア               | [ 27 ] [ 28 ] |
| 2019年 | Burning Cane                                             | フィリップ・ヨーマンズ                                   | ナイブズ・アウト/名探偵と刃の館の秘密        | ライアン・ジョンソン                   | [ 27 ] [ 28 ] |
| 2019年 | ジョーカー                                               | トッド・フィリップス                                     | ロケットマン                                 | デクスター・フレッチャー               | [ 27 ] [ 28 ] |
| 2019年 | ライトハウス                                             | ロバート・エガース                                       | アンカット・ダイヤモンド                     | ベニー・サフディ、ジョシュ・サフディ   | [ 27 ] [ 28 ] |
| 2019年 | マリッジ・ストーリー                                     | ノア・バームバック                                       |                                              |                                        | [ 27 ] [ 28 ] |
| 2019年 | 2人のローマ教皇                                          | フェルナンド・メイレレス                                 |                                              |                                        | [ 27 ] [ 28 ] |

#### 2020年代
| 年     | ドラマ部門                                  | ドラマ部門                           | コメディ・ミュージカル部門                                            | コメディ・ミュージカル部門                   | 出典          |
| 年     | 作品                                        | 監督                                 | 作品                                                                  | 監督                                         | 出典          |
| ------ | ------------------------------------------- | ------------------------------------ | --------------------------------------------------------------------- | -------------------------------------------- | ------------- |
| 2020年 | ノマドランド                                | クロエ・ジャオ                       | 40歳の解釈: ラダの場合                                                | ラダ・ブランク                               | [ 29 ] [ 30 ] |
| 2020年 | ファーザー                                  | フローリアン・ゼレール               | 続・ボラット 栄光ナル国家だったカザフスタンのためのアメリカ貢ぎ物計画 | ジェイソン・ウォリナー                       | [ 29 ] [ 30 ] |
| 2020年 | マ・レイニーのブラックボトム                | ジョージ・C・ウルフ                  | ハミルトン                                                            | トーマス・カイル                             | [ 29 ] [ 30 ] |
| 2020年 | ミナリ                                      | リー・アイザック・チョン             | オン・ザ・ロック                                                      | ソフィア・コッポラ                           | [ 29 ] [ 30 ] |
| 2020年 | Miss Juneteenth                             | チャニング・ゴッドフリー・ピープルズ | パーム・スプリングス                                                  | マックス・バーバコウ                         | [ 29 ] [ 30 ] |
| 2020年 | あの夜、マイアミで                          | レジーナ・キング                     | どん底作家の人生に幸あれ!                                             | アーマンド・イアヌッチ                       | [ 29 ] [ 30 ] |
| 2020年 | プロミシング・ヤング・ウーマン              | エメラルド・フェネル                 |                                                                       |                                              | [ 29 ] [ 30 ] |
| 2020年 | サウンド・オブ・メタル -聞こえるということ- | ダリウス・マーダー                   |                                                                       |                                              | [ 29 ] [ 30 ] |
| 2020年 | TENET テネット                              | クリストファー・ノーラン             |                                                                       |                                              | [ 29 ] [ 30 ] |
| 2020年 | シカゴ7裁判                                 | アーロン・ソーキン                   |                                                                       |                                              | [ 29 ] [ 30 ] |
| 2021年 | ベルファスト                                | ケネス・ブラナー                     | Tick, tick... BOOM! : チック、チック…ブーン!                          | リン＝マニュエル・ミランダ                   | [ 31 ]        |
| 2021年 | コーダ あいのうた                           | シアン・ヘダー                       | シラノ                                                                | ジョー・ライト                               | [ 31 ]        |
| 2021年 | DUNE/デューン 砂の惑星                      | ドゥニ・ヴィルヌーヴ                 | フレンチ・ディスパッチ ザ・リバティ、カンザス・イヴニング・サン別冊   | ウェス・アンダーソン                         | [ 31 ]        |
| 2021年 | East of the Mountains                       | S・J・チロ                           | イン・ザ・ハイツ                                                      | ジョン・M・チュウ                            | [ 31 ]        |
| 2021年 | ドリームプラン                              | レイナルド・マーカス・グリーン       | リコリス・ピザ                                                        | ポール・トーマス・アンダーソン               | [ 31 ]        |
| 2021年 | スペンサー ダイアナの決意                   | パブロ・ラライン                     | リスペクト                                                            | リースル・トミー                             | [ 31 ]        |
| 2021年 | ロスト・ドーター                            | マギー・ジレンホール                 |                                                                       |                                              | [ 31 ]        |
| 2021年 | パワー・オブ・ザ・ドッグ                    | ジェーン・カンピオン                 |                                                                       |                                              | [ 31 ]        |
| 2022年 | トップガン マーヴェリック                   | ジョセフ・コシンスキー               | エブリシング・エブリウェア・オール・アット・ワンス                    | ダニエル・クワン&ダニエル・シャイナート      | [ 32 ]        |
| 2022年 | アバター:ウェイ・オブ・ウォーター           | ジェームズ・キャメロン               | イニシェリン島の精霊                                                  | マーティン・マクドナー                       | [ 32 ]        |
| 2022年 | ブラックパンサー/ワカンダ・フォーエバー     | ライアン・クーグラー                 | エルヴィス                                                            | バズ・ラーマン                               | [ 32 ]        |
| 2022年 | フェイブルマンズ                            | スティーヴン・スピルバーグ           | ナイブズ・アウト: グラス・オニオン                                    | ライアン・ジョンソン                         | [ 32 ]        |
| 2022年 | 生きる LIVING                               | オリヴァー・ハーマナス               | RRR                                                                   | S・S・ラージャマウリ                         | [ 32 ]        |
| 2022年 | TAR/ター                                    | トッド・フィールド                   | 逆転のトライアングル                                                  | リューベン・オストルンド                     | [ 32 ]        |
| 2022年 | ティル                                      | シノニエ・チュクウ                   |                                                                       |                                              | [ 32 ]        |
| 2022年 | ウーマン・トーキング 私たちの選択           | サラ・ポーリー                       |                                                                       |                                              | [ 32 ]        |
| 2023年 | オッペンハイマー                            | クリストファー・ノーラン             | ホールドオーバーズ 置いてけぼりのホリディ                             | アレクサンダー・ペイン                       | [ 33 ] [ 34 ] |
| 2023年 | フェラーリ                                  | マイケル・マン                       | アメリカン・フィクション                                              | コード・ジェファーソン                       | [ 33 ] [ 34 ] |
| 2023年 | キラーズ・オブ・ザ・フラワームーン          | マーティン・スコセッシ               | バービー                                                              | グレタ・ガーウィグ                           | [ 33 ] [ 34 ] |
| 2023年 | マエストロ: その音楽と愛と                  | ブラッドリー・クーパー               | ドリーム・シナリオ                                                    | クリストファー・ボルグリ                     | [ 33 ] [ 34 ] |
| 2023年 | メイ・ディセンバー ゆれる真実               | トッド・ヘインズ                     | 哀れなるものたち                                                      | ヨルゴス・ランティモス                       | [ 33 ] [ 34 ] |
| 2023年 | パスト ライブス/再会                        | セリーン・ソン                       | Scrapper                                                              | シャーロット・リーガン                       | [ 33 ] [ 34 ] |
| 2024年 | ブルータリスト                              | ブラディ・コーベット                 | ANORA アノーラ                                                        | ショーン・ベイカー                           | [ 35 ] [ 36 ] |
| 2024年 | Cabrini                                     | アレハンドロ・ゴメス・モンテヴェルデ | Ghostlight                                                            | ケリー・オサリヴァン、アレックス・トンプソン | [ 35 ] [ 36 ] |
| 2024年 | 教皇選挙                                    | エドワード・ベルガー                 | ヒットマン                                                            | リチャード・リンクレイター                   | [ 35 ] [ 36 ] |
| 2024年 | デューン 砂の惑星PART2                      | ドゥニ・ヴィルヌーヴ                 | LaRoy, Texas                                                          | ショーン・アトキンソン                       | [ 35 ] [ 36 ] |
| 2024年 | Nickel Boys                                 | ラメル・ロス                         | リアル・ペイン〜心の旅〜                                              | ジェシー・アイゼンバーグ                     | [ 35 ] [ 36 ] |
| 2024年 | The Order                                   | ジャスティン・カーゼル               | サブスタンス                                                          | コラリー・ファルジャ                         | [ 35 ] [ 36 ] |
| 2024年 | シンシン/SING SING                          | グレッグ・クウェダー                 | テルマがゆく! 93歳のやさしいリベンジ                                  | ジョシュ・マーゴリン                         | [ 35 ] [ 36 ] |
| 2024年 | ヤング・ウーマン・アンド・シー              | ヨアヒム・ローニング                 | ウィキッド ふたりの魔女                                               | ジョン・M・チュウ                            | [ 35 ] [ 36 ] |

### インディペンデント映画賞
| 年     | 作品                                        | 監督                 | 出典   |
| ------ | ------------------------------------------- | -------------------- | ------ |
| 2018年 | ブラック・クランズマン                      | スパイク・リー       | [ 26 ] |
| 2018年 | エイス・グレード 世界でいちばんクールな私へ | ボー・バーナム       | [ 26 ] |
| 2018年 | 魂のゆくえ                                  | ポール・シュレイダー | [ 26 ] |
| 2018年 | 足跡はかき消して                            | デブラ・グラニック   | [ 26 ] |
| 2018年 | プライベート・ライフ                        | タマラ・ジェンキンス | [ 26 ] |
| 2018年 | プライベート・ウォー                        | マシュー・ハイネマン | [ 26 ] |